# 北京西郊機場
北京西郊機場，又称西苑机场，是中國人民解放軍空軍專用機場，位於海淀区四季青镇，頤和園以南、香山以東，西四環以西1千米，是北京僅次於南苑机场的最老的機場，也是距離北京市中心最近的機場。在機場東西兩端分別有一零一鐵路和京門鐵路中國人民解放軍86205部隊專用線與之聯絡，用以供應航空燃油。

## 历史
西郊機場1938年由日本人興建，1945年抗日戰爭勝利後被國民政府接收，中国航空和中央航空也在此设立航空站:11。1949年1月，中國人民解放軍華北航空處正式接管西郊機場，成立了由前国军飛行員組成的華北空運大隊，此后军委民航局、中苏民航、中国人民航空、民航北京管理处先后在西郊机场经营民航运输业务，直至1958年首都机场启用:10。

## 用途
該機場隶属于中国人民解放军空军第三十四师，現專門接送黨政軍領導要員進出北京前往國內其他城市。中国航天员返回着陆后乘专机回到北京也会使用。有时也用于其它军事用途。